# Beniamin (Goreanu)
Beniamin, imię świeckie Veaceslav Goreanu (ur. 1975 w Puhoi) – duchowny Rumuńskiego Kościoła Prawosławnego, od 2018 biskup Południowej Besarabii.

## Życiorys
W 2007 r. złożył wieczyste śluby mnisze w monasterze Neamț. 1 stycznia 2008 został wyświęcony na hierodiakona; w tym samym roku przyjął święcenia kapłańskie. 28 listopada 2010 otrzymał godność archimandryty. Chirotonia biskupia miała miejsce 26 maja 2018.